# Nørre Nissum
Nørre Nissum es una localidad situada en el municipio de Lemvig, en la región de Jutlandia Central (Dinamarca), con una población estimada a principios de 2012 de unos 1018 habitantes.
Se encuentra ubicada al oeste de la península de Jutlandia, cerca de la costa del mar del Norte y de la albufera o laguna litoral Nissum Bredning.